# شارل دو گل-اتوال
شارل دو گل-اتوال (فرانسوی: Charles de Gaulle–Étoile‎) یکی از ایستگاه‌های خط ۱، خط ۲ و خط ۶ متروی پاریس و شبکه تندرو منطقه‌ای است که در میدان شارل دو گل واقع شده و در سال ۱۹۰۰ تأسیس شده‌است. در سال ۲۰۲۱ میلادی ۷٬۲۹۶٬۵۵۹ مسافر از این ایستگاه استفاده کرده‌اند.

## مترو

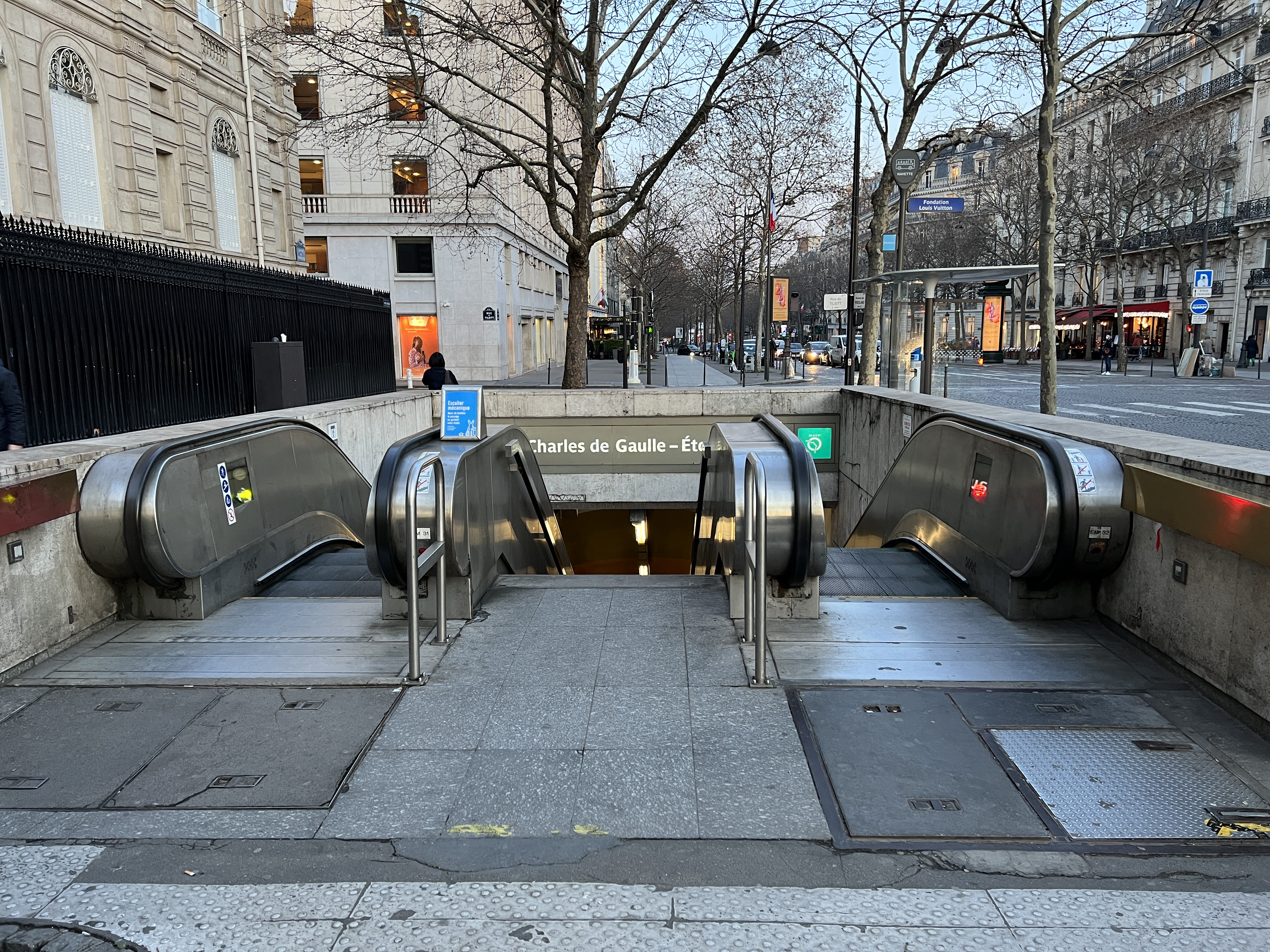
ورودی
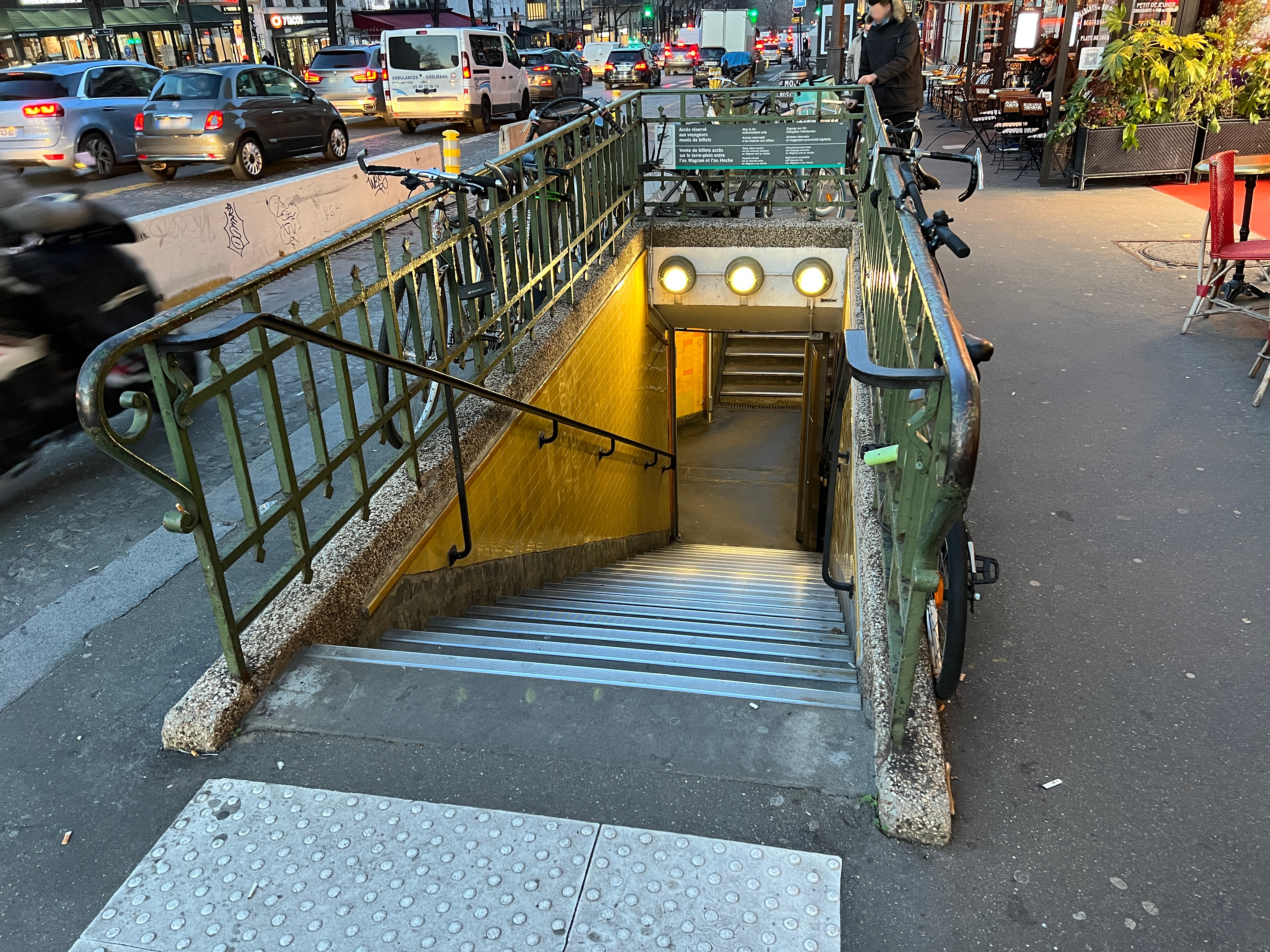
ورودی
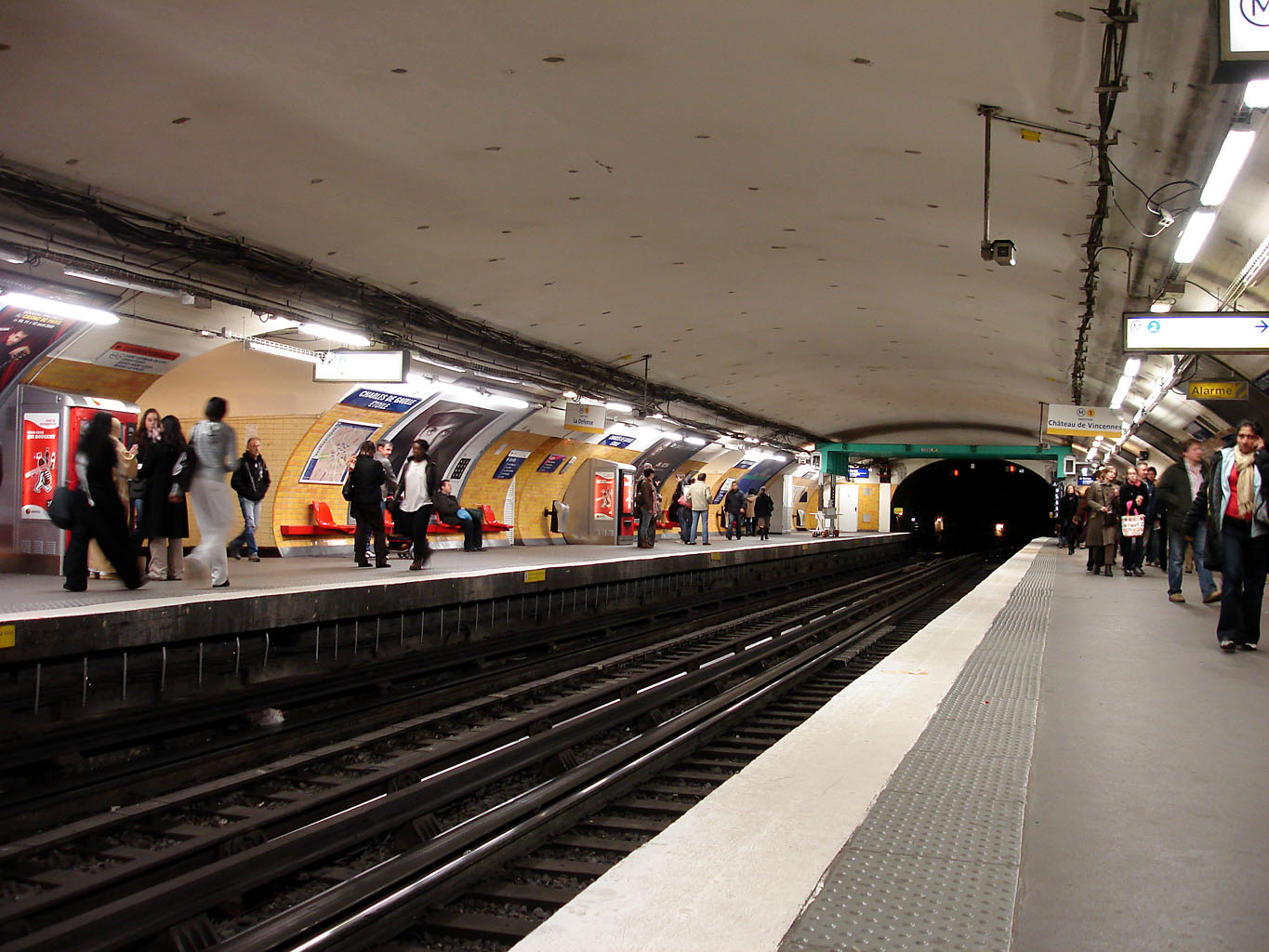
سکوهای خط ۱ متروی پاریس
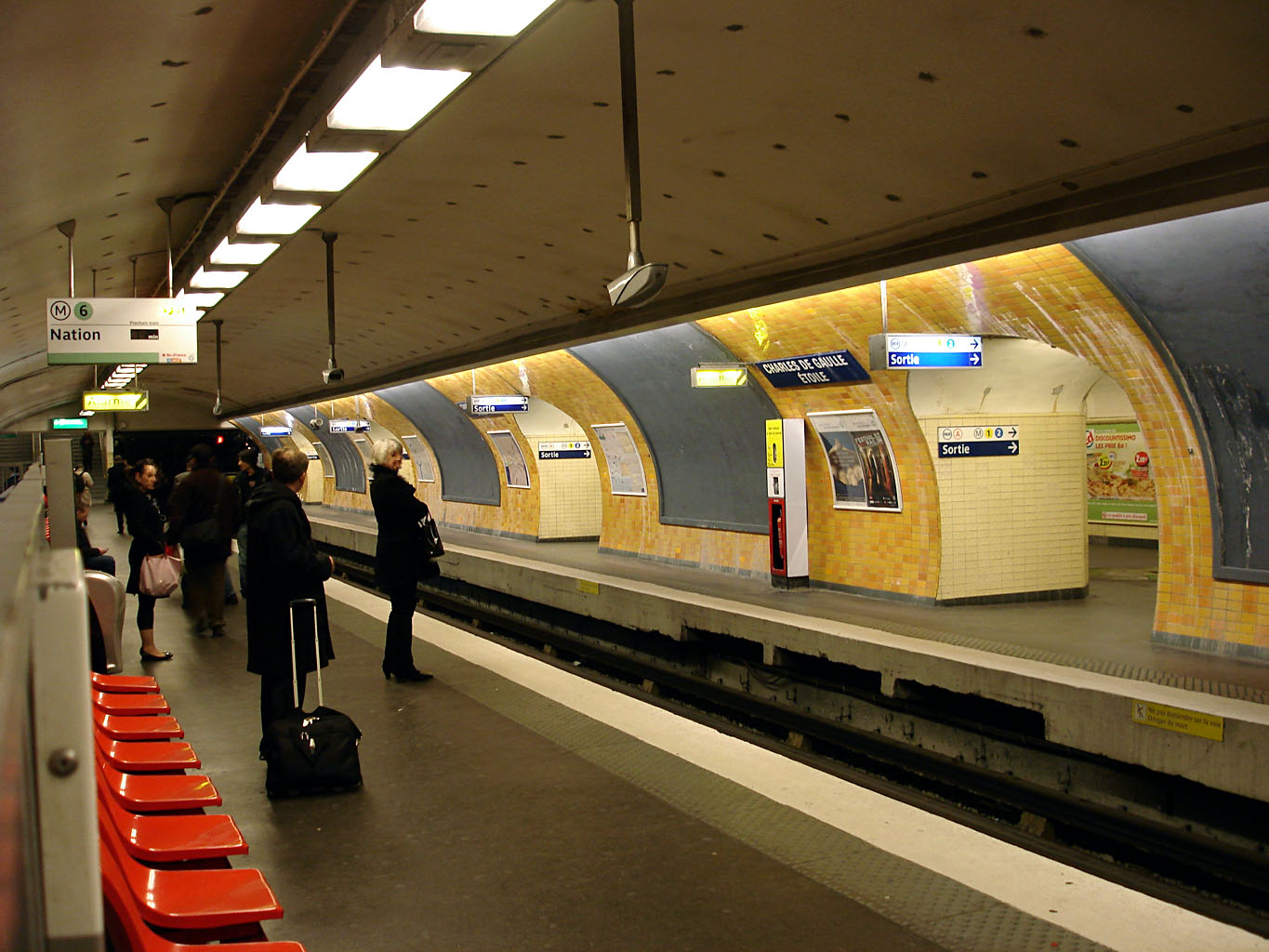
سکوهای خط ۶ متروی پاریس

## شبکه تندرو

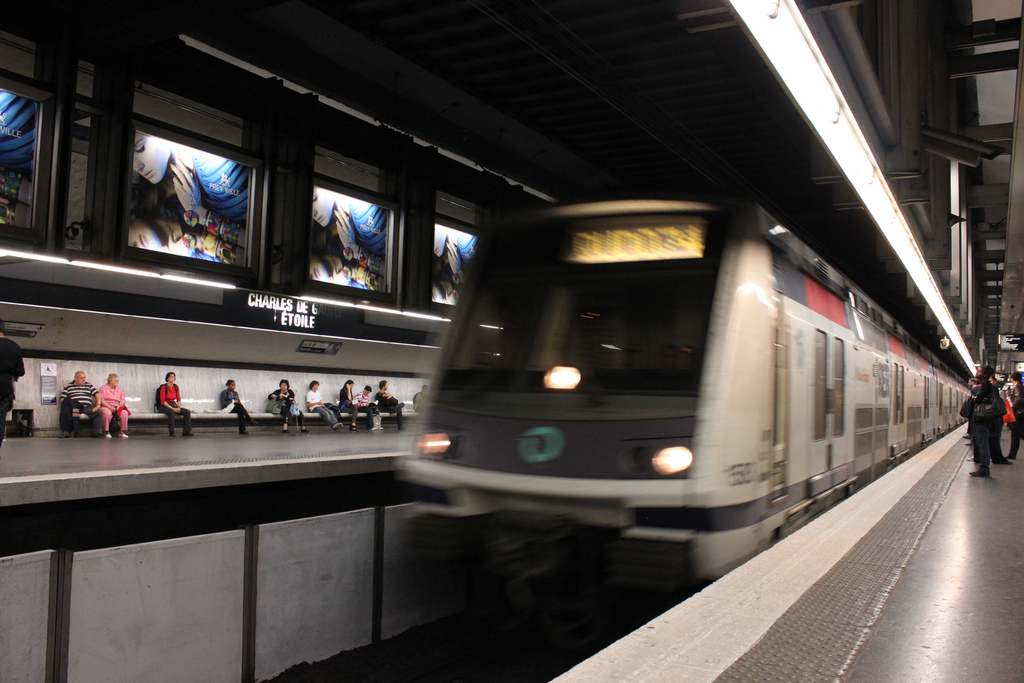
MI 2N at Charles de Gaulle–Étoile
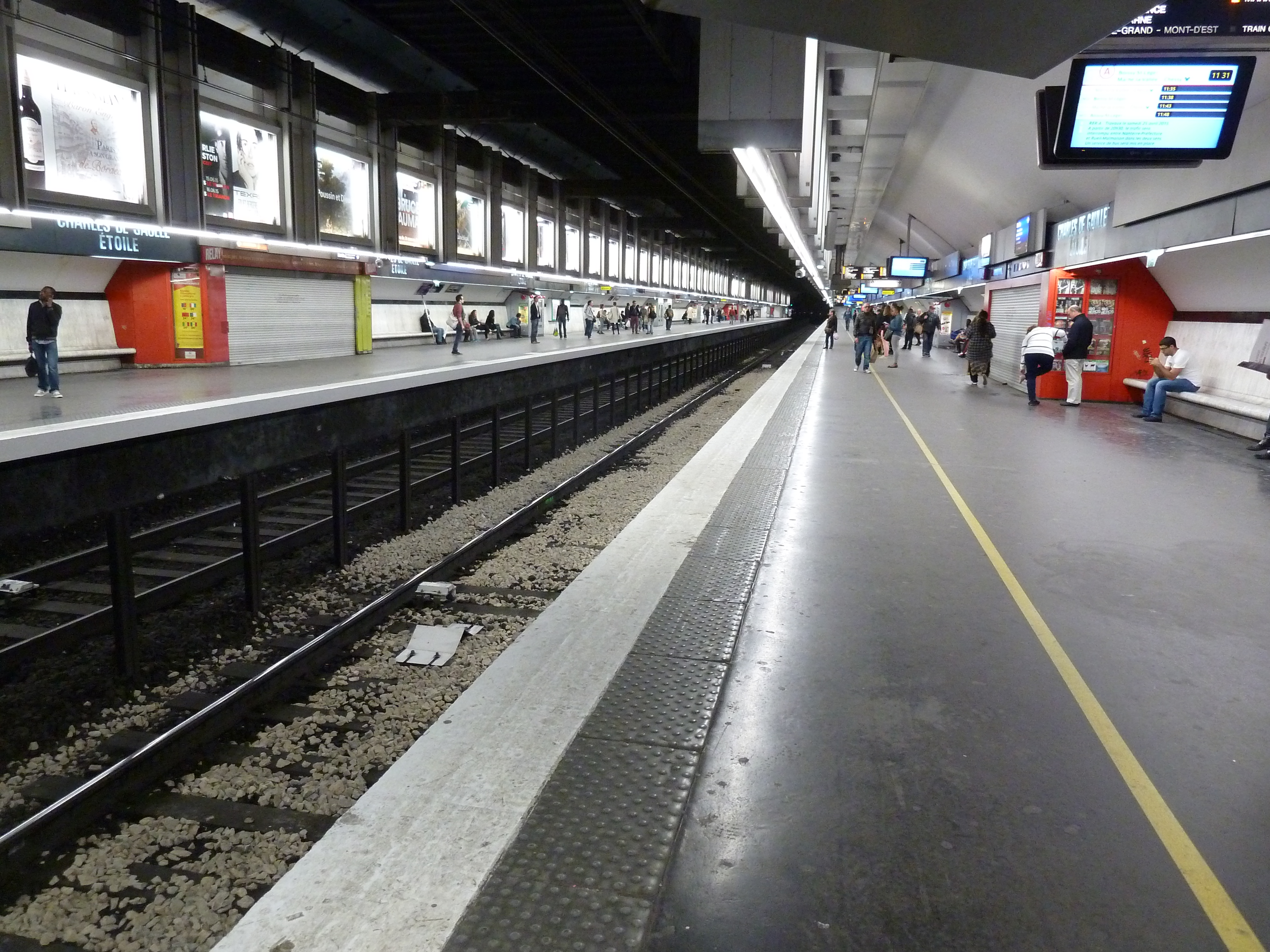
RER A platforms in 2015
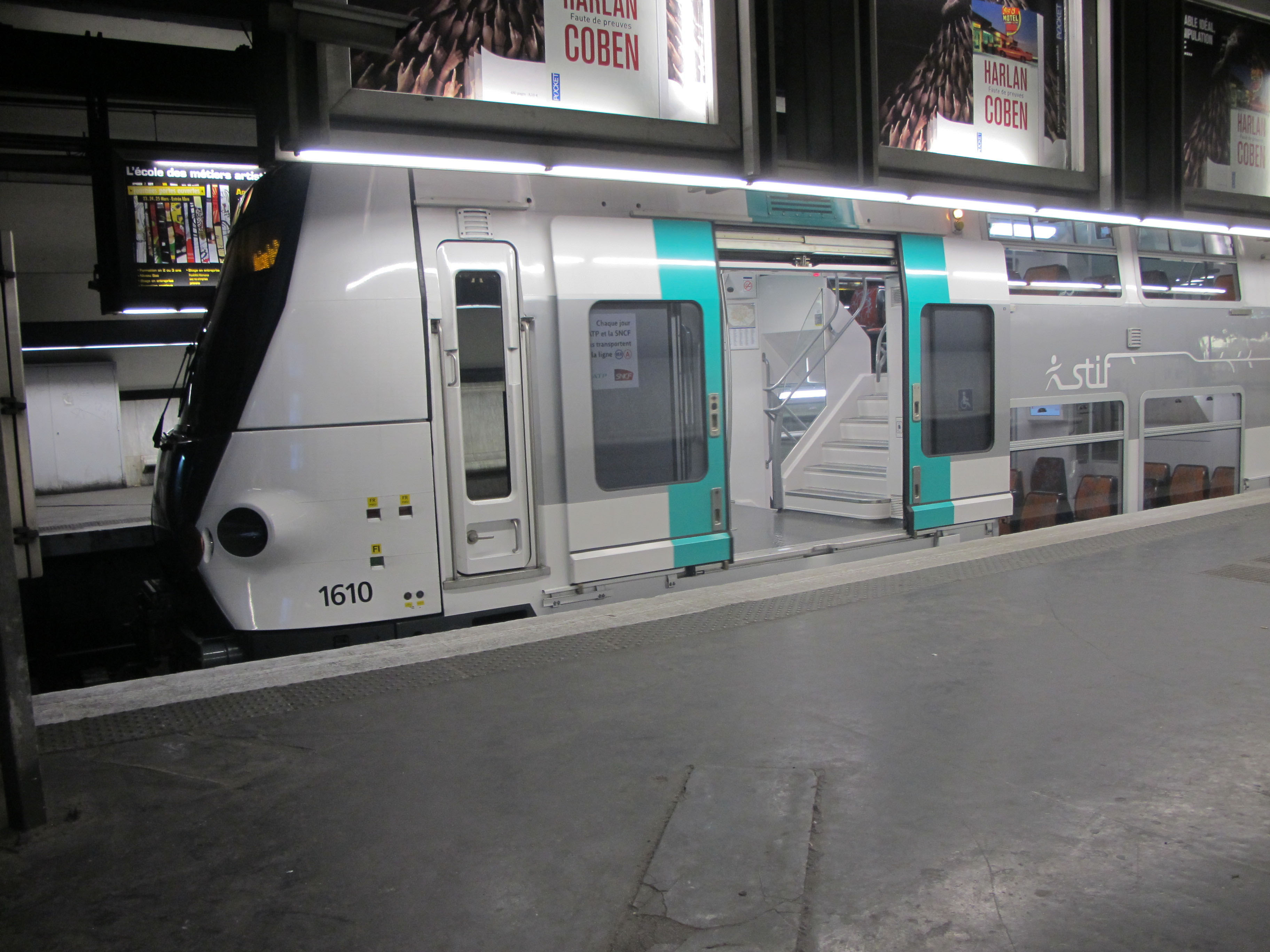
MI 09 at Charles de Gaulle–Étoile